# Unserer Lieben Frau (Mausberg)

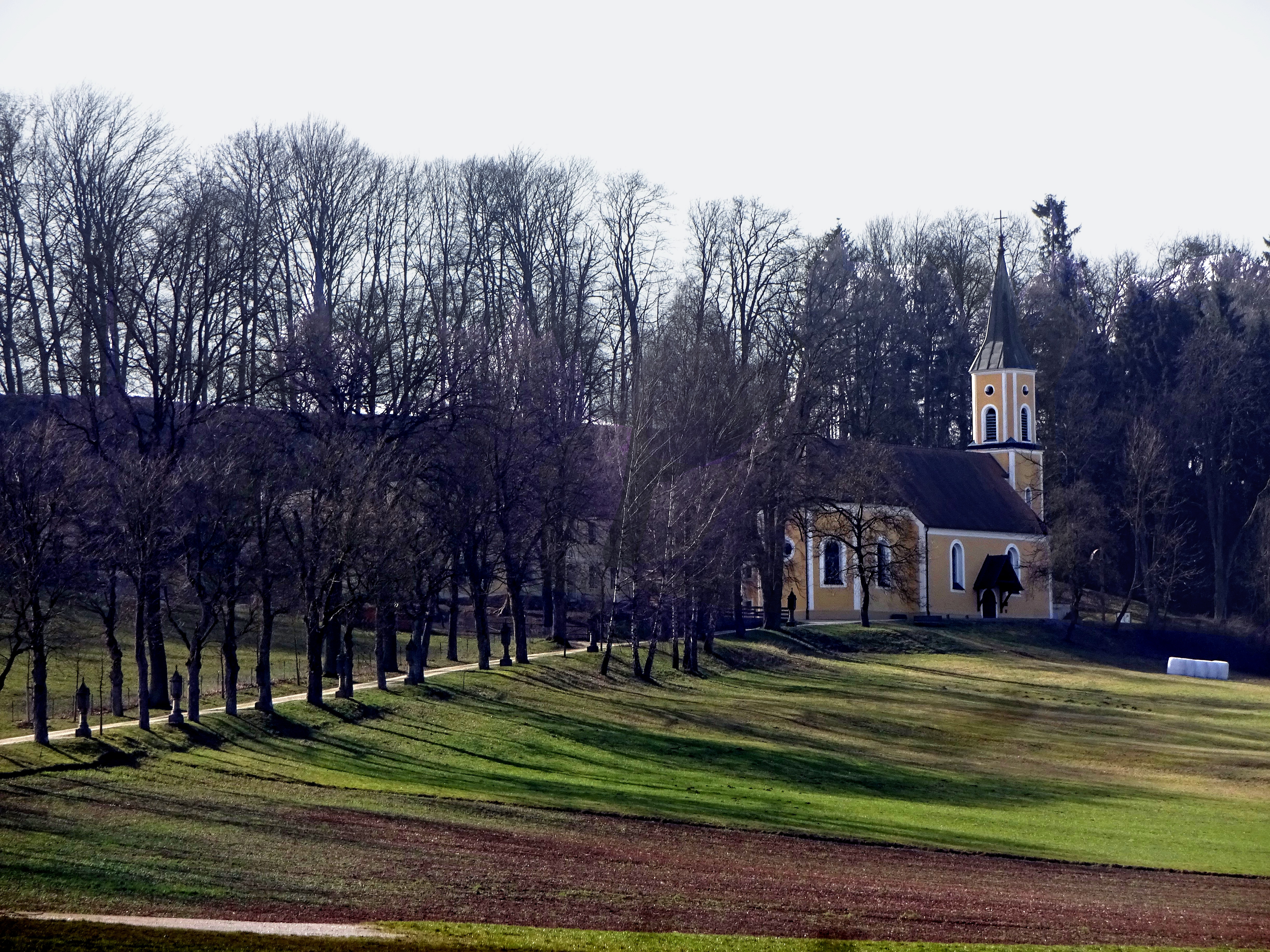
Liebfrauenkirche auf dem Mausberg

Unserer Lieben Frau ist eine denkmalgeschützte römisch-katholische Wallfahrtskirche auf dem Mausberg im Gemeindegebiet von Hahnbach in Bayern. Sie gehört zur Pfarrei Gebenbach.

## Geschichte
Der Mausberg wird urkundlich 1391 erwähnt, als das Hochstift Regensburg den Amberger Bürger Georg Kastner mit dem Reutzehent aus den Weinbergen zu Amberg, vom Mausberg bei Gebenbach und im Burgfeld auf Lebtag belehnt. Die Kirche selbst geht auf ein Ereignis im Jahr 1700 zurück. Damals stürzte der Gebenbacher Pfarrer Sebastian Grün auf dem Rückweg von seiner Filiale Poppenricht bei einem „Frauenbiltlein in steinfelsen“ vom Pferd, blieb aber durch Anrufung der Muttergottes unverletzt („durch Mariae Vorbitt unverletzt erhalten“). Zum Dank für diese wundersame Hilfe ließ er in den Felsen, an dem das Bild hing, eine Grotte hauen und stellte darin eine Statue der Schmerzhaften Muttergottes auf. Diese Grotte ist noch hinter der erbauten Kirche erhalten.
Die Grotte entwickelte sich rasch zu einer Wallfahrtsstätte, deshalb wurde in ihrer Nähe aus Spendengeldern ein hölzernes Gotteshaus errichtet und darin eine Kopie des Marienbildes von Lucas Cranach dem Älteren als Gnadenbild aufgehängt. Nachdem die Kapelle nach wenigen Jahren baufällig geworden war, begann 1752 der Bau der heutigen Kirche, die zunächst einen hölzernen Dachreiter erhielt. Die Kirche war wegen des schlechten Baugrundes immer gefährdet. 1836 waren die Schäden so groß, dass Teile des Gotteshauses eingerissen und neu errichtet werden mussten. Der 1870 aus Stein errichtete Turm wurde zur Sicherheit auf einen Pfahlrost aus Eichenstämmen gestellt.
1991 wurde eine Generalsanierung in Angriff genommen, mit der die Bausubstanz des Gotteshauses gesichert werden konnte. 1994 erfolgte die Renovierung des Kreuzweges, der aus gotischen Sandsteinsäulen mit Bildern des Malers Ernstberger aus Amberg besteht. Ebenso wurde damals die Zufahrtsstraße ausgebaut und die Kirche an die Wasserversorgung angeschlossen. 2012 wurde der Parkplatz am Fuß des Wallfahrtsberges angelegt.

## Innenausstattung
Das Gnadenbild unterscheidet sich von dem Original durch hinzugefügte Symbole und Inschriften. Über der Gottesmutter steht die Aufschrift „Contra Zollas“, sie verweist auf den von der katholischen Kirche verworfenen Irrglauben des Arianismus, den ein Zolla vertreten haben soll und nach dem jede Marienverehrung abgelehnt wurde. Eine weitere lateinische Inschrift lautet: „Kein Schmerz ist so bitter, weil kein Kind so teuer.“ Die Vase im Hintergrund zeigt die Rose der Gottheit, die Lilie der Reinheit und das Veilchen der Demut.
Die Kirche ist im sogenannten Nazarenerstil ausgestaltet. Der Hauptaltar kam aus Köblitz und der Amberger Schreiner Bacher fertigte dazu die beiden Seitenaltäre an; der eine zeigt den heiligen Wendelin, den Patron der Viehhirten und Bauern, der gegenüberliegende den heiligen Benedikt. 1871 wurden die Fresken und Emporenbilder sowie die Kanzel geschaffen und die Altäre neu gefasst.

## Orgel
Die Orgel in der Wallfahrtskirche wurde von Orgelbau Eisenbarth aus Passau im Jahr 2000 renoviert.

## Wallfahrt auf den Mausberg
Obwohl die Wallfahrt kurz nach Errichtung der Grotte einsetzte, wurde sie erst 50 Jahre später vom Bistum Regensburg anerkannt. Die meisten Wallfahrer kamen an Mariä Geburt, dem 9. September. 1762 gewährte Papst Clemens XIII. für das Hauptfest einen vollkommenen Ablass, den Papst Pius VI. 1788 auf drei Tage erweiterte.
Heute findet das Mausbergfest jährlich am Sonntag nach Mariä Geburt statt. Besonders seit 1980 wurde die Festwoche wieder belebt, sodass das Mausbergfest heute zu den großen Bergfesten der Region zählt.